# Rai Luli 2
Rai Luli 2 (Railuli) ist ein osttimoresischer Ort im Sucos Cowa (Verwaltungsamt Balibo, Gemeinde Bobonaro). Er liegt im Westen Cowas, östlich des Zentrums der Aldeia Rai Luli, auf einer Meereshöhe von 379 m. Nur eine kleine Piste verbindet die Siedlung mit der Hauptstraße des Sucos, die südöstlich an ihr vorbeiführt. An ihr liegt unterhalb von Rai Luli 2 im Süden die kleinere Siedlung Rai Luli 1, in der auch eine Grundschule steht.